# Дзісь Георгій Васильович
Георгій Васильович Дзісь (1 листопада 1926, Київ — 27 липня 2003, Київ) — український державний діяч, академік Академії економічних наук України, дійсний член Міжнародної академії менеджменту, кандидат економічних наук, заслужений економіст України. Заступник голови Ради Міністрів УРСР в 1986–1990 роках. Депутат Верховної Ради УРСР 11-го скликання (з 1986 року). Кандидат у члени ЦК КПУ в 1981—1986 роках. Член ЦК КПУ в 1986—1990 роках.

## Біографія
Народився 1 листопада 1926 року в Києві в родині агронома Василя Наумовича Дзіся (1902—1937) та хіміка Івги Семенівни Шекери (1902—1967). У 1945 році закінчив Ніжинський технікум електрифікації і механізації сільського господарства, в 1950 році — Київський технологічний інститут легкої промисловості, в 1979 році — Академію народного господарства при Раді Міністрів СРСР. Член КПРС з 1954 року.
Трудову діяльність розпочав у 1945 році старшим механіком Олевської МТС (Житомирська область).
- в 1951–1953 роках працював викладачем у Київському технологічному інституті легкої промисловості;
- в 1953–1956 роках — головний інженер Борзнянської МТС;
- в 1956–1958 роках — директором Олишівської МТС;
- в 1958–1959 роках — голова Олишівського райвиконкому, перший секретар Олишівського райкому КПУ;
- в 1959–1961 роках — другий секретар Чернігівського міськкому КПУ;
- в 1961–1963 роках — перший секретар Чернігівського міськкому КПУ;
- в 1963–1972 роках — заступник завідувача відділом легкої та харчової промисловості ЦК КПУ;
- в 1972–1978 роках — перший заступник міністра легкої промисловості УРСР;
- в 1978–1986 роках — заступник голови Держплану УРСР;
- 10 лютого 1986–1990 роках — заступник голови Ради Міністрів УРСР.

Був делегатом XXVI-го і XXVII-го з'їздів КПУ. У червні 1986 року очолював і безпосередньо брав участь як заступник голови урядової комісії в роботах по ліквідації наслідків аварії на Чорнобильській АЕС. На підставі свого чорнобильського щоденника написав книгу «В епіцентрі людської біди», опубліковану в 2003 році.
У вересні 1986 року був заступником голови Державної комісії СРСР по ліквідації наслідків катастрофи — загибелі теплохода «Адмірал Нахімов».
У вересні 1994 року заснував Асоціацію товарної нумерації України «ЄАН-України» і став її президентом. Автор більше 80 наукових публікацій.

Могила Георгія Дзіся

Жив у Києві. Помер 27 липня 2003 року. Похований на Байковому кладовищі (ділянка № 52а).

## Відзнаки
Нагороджений двома орденами Трудового Червоного Прапора (1971, 31.10.1986), орденом Дружби народів (1981), трьома орденами «Знак Пошани» (1966, 1971, 1976), багатьма медалями та грамотами Президента України, Президії Верховної Ради України, Української православної церкви київського патріархату, дипломом Міжнародної спілки економістів та іншими нагородами.

## Пам'ять

меморіальна дошка

26 липня 2004 року в Києві, по вулиці Артема (тепер Січових Стрільців), 26, де в 1990–2003 роках працював Георгій Васильович, встановлено бронзову меморіальну дошку.